# Arnulfo
Anulfo es un nombre propio masculino de origen germánico en su variante en español. Está compuesto de an (águila) y wulf (lobo), por lo que significa "águila lobo".

## Santoral
18 de julio: San Arnulfo, obispo de Metz.
24 de marzo: San Óscar Arnulfo Romero
28 de enero del 2022

## Variantes
- Femenino: Arnulfa.

### Variantes en otros idiomas
| Variantes en otras lenguas | Variantes en otras lenguas |
| -------------------------- | -------------------------- |
| Español                    | Arnulfo                    |
| Alemán                     | Arnulf                     |
| Catalán                    | Arnulf                     |
| Checo                      | Arnulf                     |
| Croata                     | Arnulf                     |
| Danés                      | Arnulf                     |
| Eslovaco                   | Arnulf                     |
| Esloveno                   | Arnulf                     |
| Estonio                    | Arnulf                     |
| Euskera                    | Arnulba                    |
| Finlandés                  | Arnulf                     |
| Francés                    | Arnulf                     |
| Gallego                    | Arnulfo                    |
| Georgiano                  | არნულფი (Arnulphi)         |
| Holandés                   | Arnulf                     |
| Húngaro                    | Arnulf                     |
| Inglés                     | Arnulf                     |
| Islandés                   | Arnúlfur                   |
| Italiano                   | Arnolfo                    |
| Latín                      | Arnulphus                  |
| Letón                      | Arnulfs                    |
| Lituano                    | Arnulfas                   |
| Noruego                    | Arnulf                     |
| Polaco                     | Arnulf                     |
| Portugués                  | Arnulfo                    |
| Rumano                     | Arnulf                     |
| Ruso                       | Арнульф (Arnul'f)          |
| Serbio                     | Арнулф (Arnulf)            |
| Sueco                      | Arnulf                     |
| Ucraniano                  | he no sabo                 |